# Armi Ratia

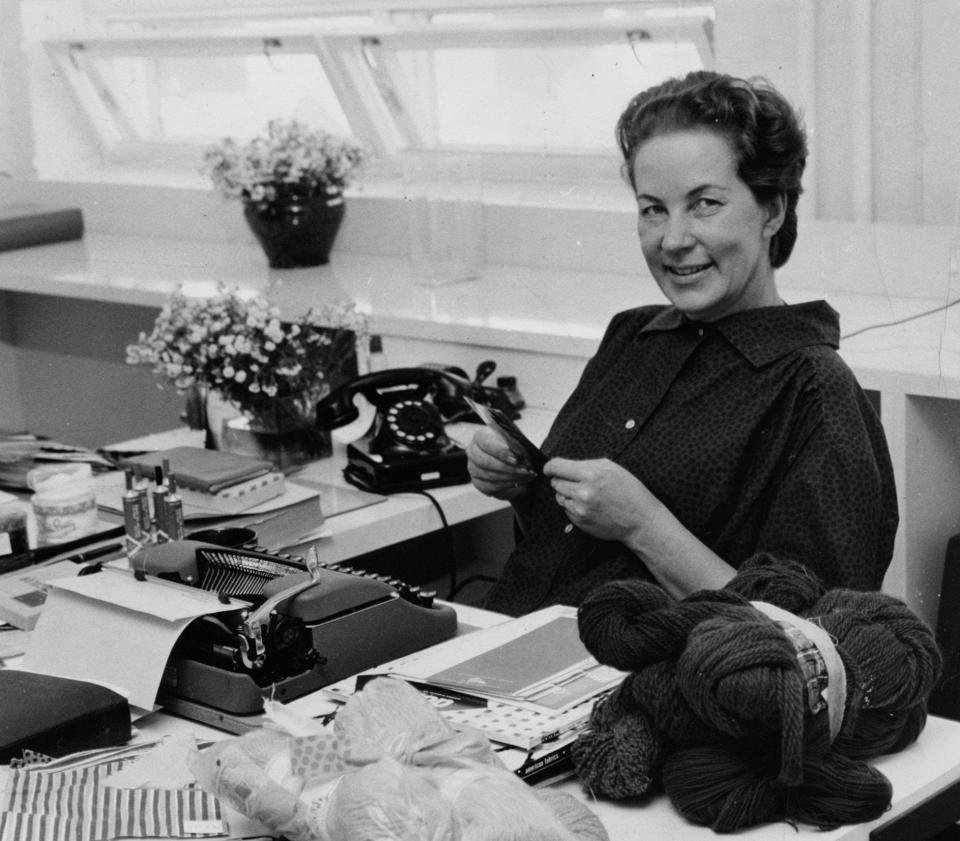
Armi Ratia 1959.

Armi Maria Ratia, född Airaksinen den 13 juli 1912 i Pälkjärvi, död 3 oktober 1979 i Helsingfors, var en finländsk formgivare och företagsledare. Ratia skapade Marimekko, som blev en pionjär i att omsätta konstnärliga mönster i industriell textilproduktion.

## Biografi
Ratia växte upp i Karelen i östra Finland tillsammans med tre bröder och en syster. Bröderna stupade alla under de finska krigen. Fadern drev en lanthandel och modern var folkskollärare. Hon började studera först i Viborg men följde sedan blivande maken Viljo Ratia till Helsingfors 1932. De gifte sig 1935. Hon studerade till textilformgivare vid Centralskolan för konstflit i Helsingfors. Hon hade som 14-åring i sin dagbok skrivit: ”Det finns endast en plikt – skönheten, endast en verklighet – drömmen, endast en kraft – kärleken.” Ratia återvände till Karelen och var verksam i Viborg där hon hade en ateljé för textiltillverkning men tvingades fly västerut när Sovjetunionen anföll Karelen.
Maken Viljo Ratia grundade efter kriget företaget Printex för tillverkning av vaxdukar och Armi Ratia blev engagerad i verksamheten. När vaxdukarna inte sålde som förväntat föreslog Armia Ratia att företaget skulle börja sälja moderna textilier. Marimekko grundades 1951 utifrån Marimekkoprojektet som var en sidoverksamhet inom Printex.
Ratia var ledare för Marimekko fram till sin bortgång och rekryterade Maija Isola, Vuokko Nurmesniemi och Annika Rimala till företaget. När Ratia avled 1979 ärvde barnen Ristomatti Ratia, Antti Ratia och Eriika Gummerus aktiemajoriteten i Marimekko. Hennes sommarställe Bökars utanför Borgå blev representationsställe för bolaget och besöktes återkommande av bland andra Urho Kekkonen.
Armi Ratia är begravd på Sandudds begravningsplats i Helsingfors.
Filmen Armi lever! av Jörn Donner från 2015 handlar om Ratia.

## Utmärkelser
- Riddartecknet av I klass av Finlands Vita Ros’ orden[7]

[Redigera Wikidata]